# Bust

Bustul lui Gilbert du Motier de La Fayette expus în Muzeul Luvru din Paris

Bust se numește acea specie a portretului în sculptură și în pictură, care reprezintă partea de sus a corpului omenesc și, eventual, brațele, spre deosebire de statuie care reprezintă persoana în întregime. 
De multe ori, bustul este montat pe un soclu, care face parte integrantă din lucrare. Cel mai frecvent, busturile sunt fie sculptate în marmură fie turnate în bronz.
În limbajul curent, prin bust se înțeleg și cei doi sâni ai unei femei, considerați ca un tot unitar. Epresia un bust ferm fiind echivalentă cu sâni tonifiați. De aici și termenul de "bustier" sau "bustieră", care reprezintă un element de lenjerie, un gen de corsaj foarte decoltat, fără bretele, care nu acoperă decât bustul, îmbrăcând bine pieptul, pe care îl susține.